# Sandra Good
Sandra Collins Good, nota anche con lo pseudonimo di Sandy (San Diego, 20 febbraio 1944), è una criminale statunitense, ex membro della "famiglia" Manson.
Intima amica di Lynette "Squeaky" Fromme, il suo nome nella Family era "Blue", soprannome che le venne dato da Charles Manson come rappresentazione di aria e acqua pulite.

## Biografia
Sandra nacque a San Diego, in California, figlia di un ricco broker assicurativo. I suoi genitori divorziarono quando aveva solo quattro anni. Frequentò la Point Loma High School e fu membro dello Student Opinion Club. Senza mai laurearsi, frequentò California State University Sacramento, Università dell'Oregon e San Francisco State College per un periodo di circa sette anni.

### Manson Family
La Good si unì alla Famiglia Manson nell'aprile 1968 e pochi mesi dopo se ne andò con loro quando la comune si trasferì in una nuova casa allo Spahn Ranch sulle montagne a nord di Chatsworth, Los Angeles. Era in carcere insieme a Mary Brunner per aver cercato di utilizzare delle carte di credito rubate, nel periodo degli omicidi Tate-LaBianca, ma tornò al ranch in tempo per essere arrestata nella retata del 16 agosto 1969.
Ebbe un figlio che chiamò Ivan S. Pugh (nato il 16 settembre 1969). Vari uomini sono stati indicati essere il padre del bambino, soprattutto Joel Pugh (7 giugno 1940 - 1º dicembre 1969), che fu trovato morto in una stanza d'albergo a Londra in circostanze mai chiarite.
Nel corso di un'intervista telefonica con la stazione radio WWL (AM) di New Orleans rilasciata subito dopo il fallito attentato al Presidente Gerald Ford da parte di Lynette Fromme, Sandra minacciò che "un'ondata di omicidi" messi in atto da un gruppo identificato come "Corte Internazionale di Retribuzione dei Popoli", avrebbe ucciso o deturpato alcuni dirigenti aziendali, che lei aveva nominato, così come i membri delle loro famiglie. La Good accusò i dirigenti mondiali di inquinare l'ambiente. Il 10 settembre 1975, in una successiva intervista con Barbara Frum della CBC, Sandra fece simili dichiarazioni scagliandosi contro chi "uccideva gli alberi".

### Detenzione
Il 22 dicembre 1975, la Good e un'altra seguace di Manson, Susan Murphy, furono incriminate con l'accusa di "cospirazione per avere inviato minacce di morte via posta" ad oltre 170 dirigenti aziendali e membri del governo degli Stati Uniti d'America.
Giudicata colpevole il 16 marzo 1976, Sandra Good fu condannata a una pena di quindici anni di carcere.

### Libertà vigilata
Nel dicembre 1985 venne rilasciata dal carcere sulla parola in regime di libertà vigilata, dopo aver scontato dieci anni. A differenza di molti altri membri della Family, Sandra rimase sempre fedele a Charles Manson. Si trasferì nel Vermont, dove visse sotto l'identità di "Sandra Collins" (o a volte, "Blue Collins") fino al 1989.
Quando ebbe termine il regime di libertà vigilata, la Good si trasferì a Hanford, California, vicino alla prigione dove all'epoca era incarcerato Manson, anche se non le fu mai permesso di andare a trovarlo. Il 26 gennaio 1996, lei e George Stimson crearono un sito web pro-Manson con l'intento di diffondere la sua vera filosofia e supportare le sue idee. Il sito internet è stato chiuso nel 2001.